# Saint-Martin-d’Entraunes
Saint-Martin-d’Entraunes (okzitanisch Sant Martin d'Entraunas, italienisch San Martino d'Entraunes) ist eine  französische Gemeinde im Département Alpes-Maritimes in der Region Provence-Alpes-Côte d’Azur. Sie gehört zum Arrondissement Nizza und zum Kanton Vence. Die Bewohner nennen sich Saint-Martinois.

## Geographie
Saint-Martin-d’Entraunes liegt im Bereich der Seealpen sowie im Tal des Flusses Var. Die angrenzenden Gemeinden sind Entraunes im Norden, Saint-Étienne-de-Tinée im Nordosten, Villeneuve-d’Entraunes im Osten und Süden, Castellet-lès-Sausses im Süden sowie Colmars im Westen.

## Bevölkerungsentwicklung
| Jahr      | 1962 | 1968 | 1975 | 1982 | 1990 | 1999 | 2008 | 2018 |
| --------- | ---- | ---- | ---- | ---- | ---- | ---- | ---- | ---- |
| Einwohner | 177  | 172  | 115  | 113  | 113  | 88   | 84   | 152  |

## Sehenswürdigkeiten
Siehe: Liste der Monuments historiques in Saint-Martin-d’Entraunes

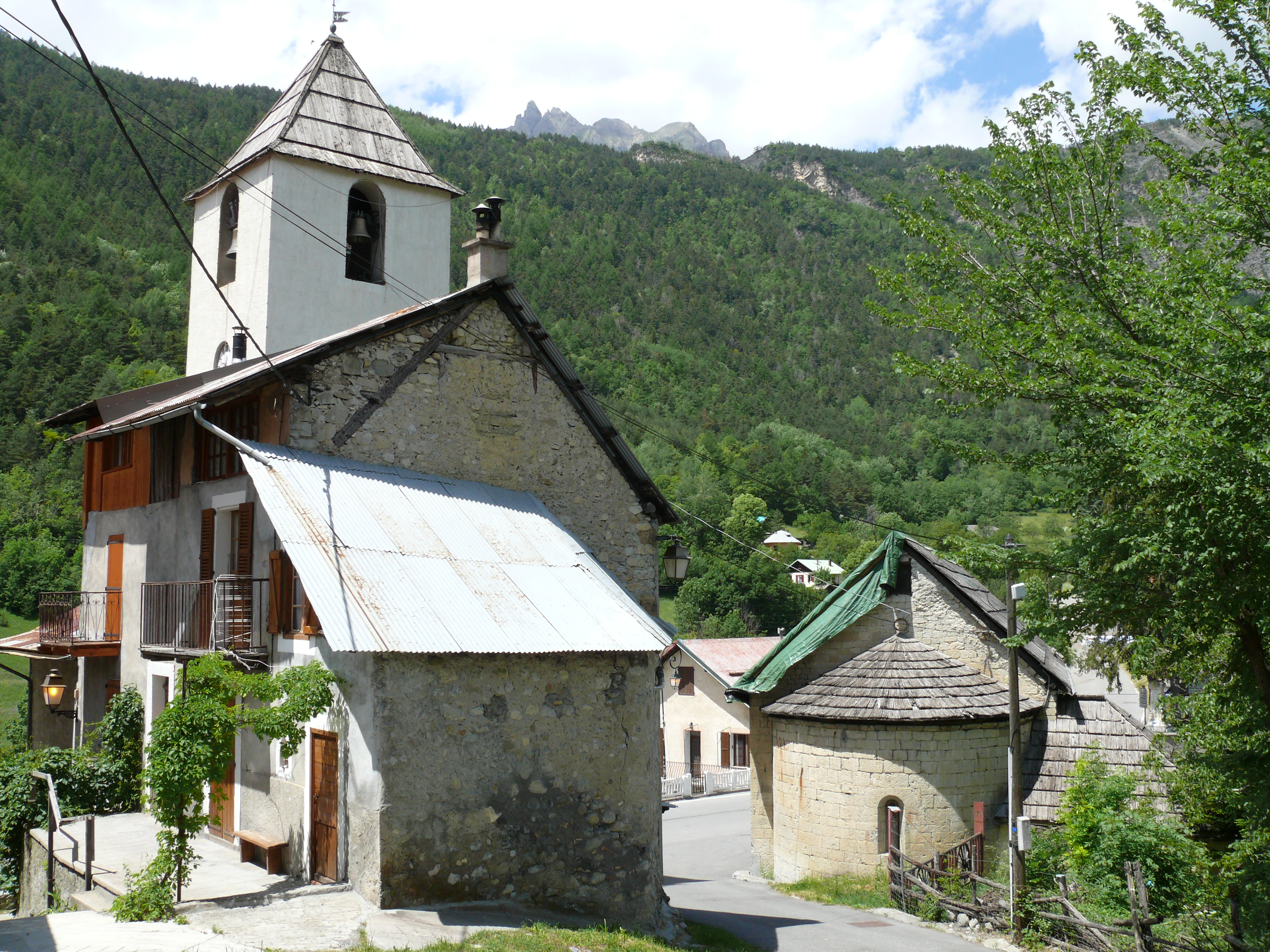
Kirche St. Martin
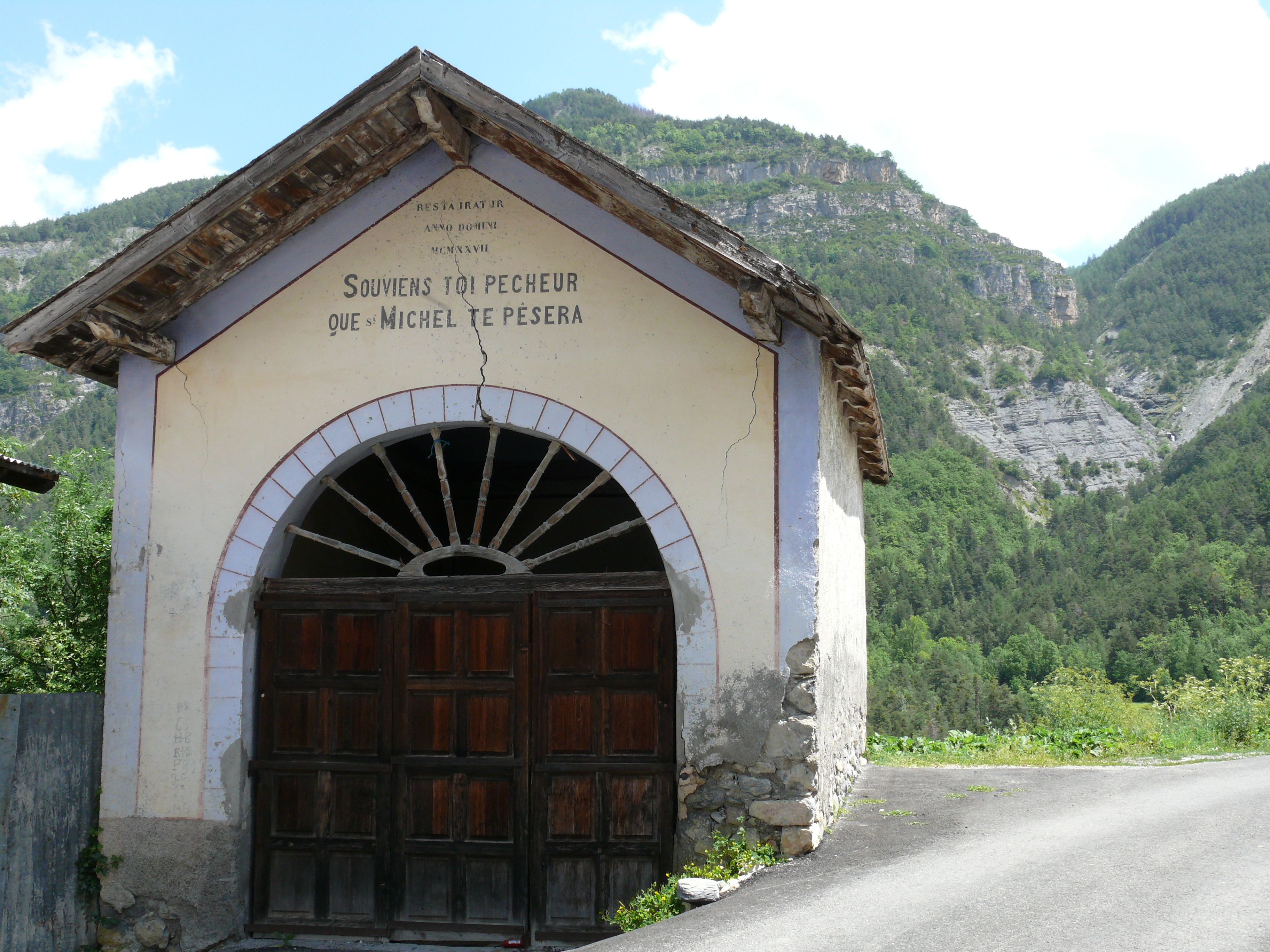
Kapelle Saint-Guilhen
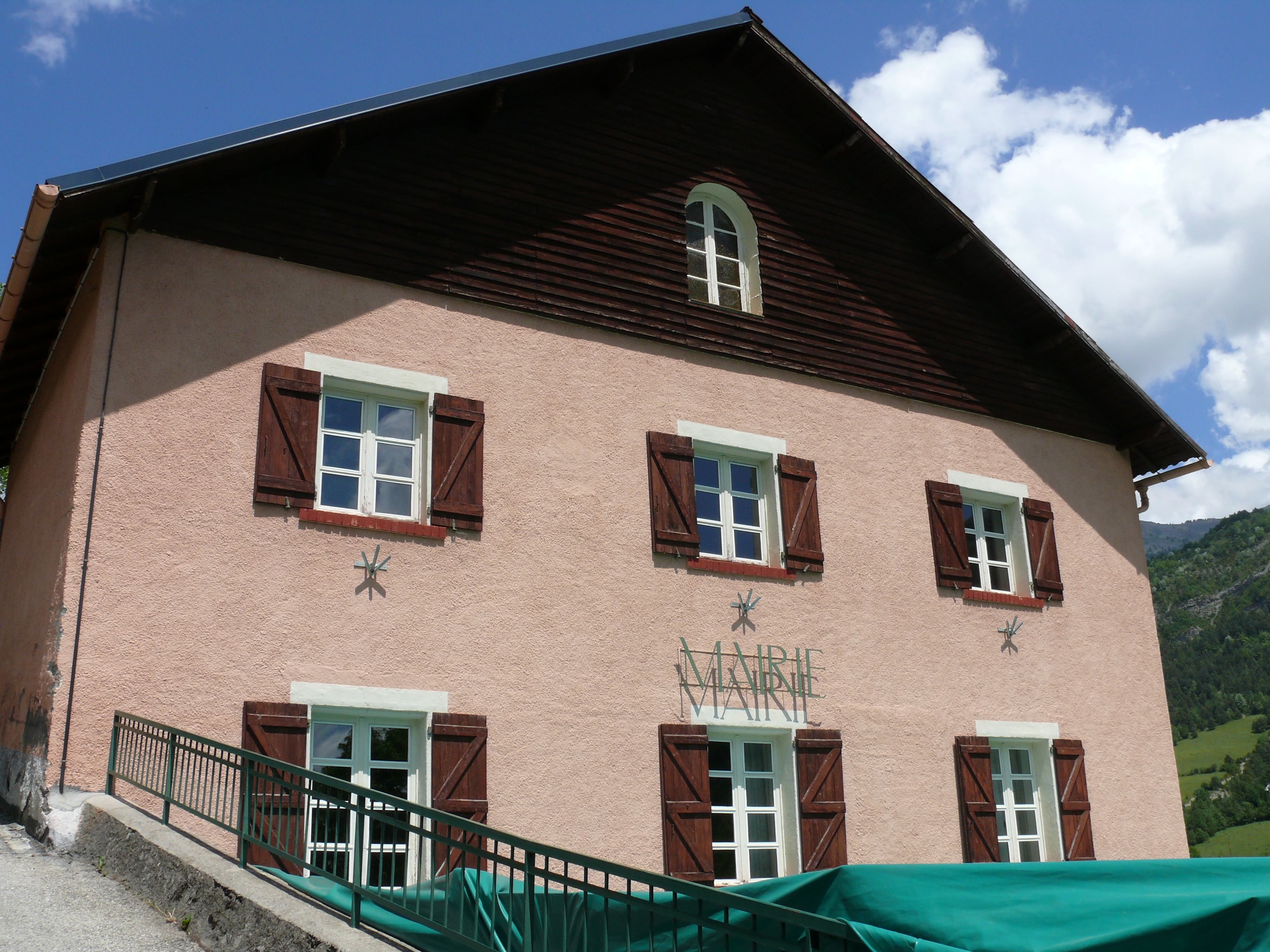
Mairie